# Amt Rüdersdorf (1992–2003)
Das Amt Rüdersdorf war ein 1992 gebildetes Amt in Brandenburg, in dem vier Gemeinden im Süden des damaligen Kreises Strausberg und im Norden des Kreises Fürstenwalde zu einem Verwaltungsverbund zusammengeschlossen waren. Sitz der Amtsverwaltung war in Rüdersdorf bei Berlin. Das Amt Rüdersdorf wurde 2003 aufgelöst.

## Geographische Lage
Das Amt Rüdersdorf grenzte (nach Gründung) im Norden an die Stadt Strausberg und die Gemeinde Petershagen-Eggersdorf, im Osten an das Amt Märkische Schweiz, im Südosten an das Amt Grünheide, im Süden an die Stadt Erkner, im Südwesten an die Gemeinde Woltersdorf und im Westen an die Gemeinden Schöneiche bei Berlin und Fredersdorf-Vogelsdorf.

## Geschichte
Am 13. Juli 1992 erteilte der Minister des Innern des Landes Brandenburg seine Zustimmung zur Bildung des Amtes Rüdersdorf. Als Zeitpunkt des Zustandekommens des Amtes wurde der 21. Juli 1992 festgelegt. Es bestand aus vier Gemeinden in den damaligen Kreisen Fürstenwalde und Strausberg. Der Amtssitz war in der Gemeinde Rüdersdorf und:
1. Hennickendorf
2. Herzfelde
3. Lichtenow
4. Rüdersdorf

Zum 26. Oktober 2003 wurden die Gemeinden Hennickendorf, Herzfelde und Lichtenow per Gesetz in die Gemeinde Rüdersdorf bei Berlin eingegliedert, das Amt Rüdersdorf aufgelöst und die Gemeinde Rüdersdorf bei Berlin amtsfrei. Gegen ihre Eingliederung nach Rüdersdorf und den Verlust ihrer Selbstständigkeit klagten die Gemeinden Hennickendorf und Lichtenow vor dem Verfassungsgericht des Landes Brandenburg. Die Klagen wurden "teils verworfen, im übrigen zurückgewiesen".
| Jahr      | 1992   | 1993   | 1994   | 1995   | 1996   | 1997   | 1998   | 1999   | 2000   | 2001   | 2002   |
| Einwohner | 16.786 | 16.631 | 16.510 | 16.338 | 16.220 | 16.394 | 16.414 | 16.369 | 16.256 | 16.073 | 16.063 |

## Amtsdirektoren
Erste Amtsdirektorin des Amtes Rüdersdorf von 1992 bis 2000 war Rita Nachtigall. Ihr folgte Adelheid Bufe, die frühere Bürgermeisterin von Rüdersdorf nach.

## Anmerkung
1. ↑  Im Gegensatz zum Namen der Gemeinde hatte das Amt nicht den Zusatz bei Berlin.